# Colletes dorsalis
Colletes dorsalis là một loài Hymenoptera trong họ Colletidae. Loài này được Morawitz mô tả khoa học năm 1888.